# Yoshiro Moriyama
Yoshiro Moriyama (Kumamoto, Prefectura de Kumamoto, Japó, 9 de novembre de 1967) és un exfutbolista japonès.

## Selecció japonesa
Yoshiro Moriyama va disputar 7 partits amb la selecció japonesa.